# Ctenopteris curtisii
Ctenopteris curtisii là một loài thực vật có mạch trong họ Polypodiaceae. Loài này được (Baker) Copel. miêu tả khoa học đầu tiên năm 1953.